# Maison du dessin de presse
 (août 2024).
La mise en forme du texte ne suit pas les recommandations de Wikipédia : il faut le « wikifier ».
Les points d'amélioration suivants sont les cas les plus fréquents :
- Les titres sont pré-formatés par le logiciel. Ils ne sont ni en capitales, ni en gras.
- Le texte ne doit pas être écrit en capitales (les noms de famille non plus), ni en gras, ni en italique, ni en « petit »…
- Le gras n'est utilisé que pour surligner le titre de l'article dans l'introduction, une seule fois.
- L'italique est rarement utilisé : mots en langue étrangère, titres d'œuvres, noms de bateaux, etc.
- Les citations ne sont pas en italique mais en corps de texte normal. Elles sont entourées par des guillemets français : « et ».
- Les listes à puces sont à éviter, des paragraphes rédigés étant largement préférés. Les tableaux sont à réserver à la présentation de données structurées (résultats, etc.).
- Les appels de note de bas de page (petits chiffres en exposant, introduits par l'outil «  Source ») sont à placer entre la fin de phrase et le point final[comme ça].
- Les liens internes (vers d'autres articles de Wikipédia) sont à choisir avec parcimonie. Créez des liens vers des articles approfondissant le sujet. Les termes génériques sans rapport avec le sujet sont à éviter, ainsi que les répétitions de liens vers un même terme.
- Les liens externes sont à placer uniquement dans une section « Liens externes », à la fin de l'article. Ces liens sont à choisir avec parcimonie suivant les règles définies. Si un lien sert de source à l'article, son insertion dans le texte est à faire par les notes de bas de page.
- La présentation des références doit suivre les conventions bibliographiques. Il est recommandé d'utiliser les modèles {{Ouvrage}}, {{Chapitre}}, {{Article}}, {{Lien web}} et/ou {{Bibliographie}}. Le mode d'édition visuel peut mettre en forme automatiquement les références.
- Insérer une infobox (cadre d'informations à droite) n'est pas obligatoire pour parachever la mise en page.

Pour une aide détaillée, merci de consulter Aide:Wikification.
Si vous pensez que ces points ont été résolus, vous pouvez retirer ce bandeau et améliorer la mise en forme d'un autre article.
La Maison du dessin de presse est un espace culturel destiné à la promotion et à la valorisation du dessin de presse, située à Morges, en Suisse. Inauguré en 2009, cet espace a pour mission de défendre et promouvoir le dessin de presse, de préserver la liberté d’expression et l’esprit critique.

## Histoire
Inaugurée en 2009, la Maison du Dessin de Presse a pour mission de perpétuer une tradition de la caricature initié par le Salon international du dessin de presse dans le cadre du Festival Morges-sous-Rire au milieu des années 1980. Elle a vu le jour grâce à l'initiative de plusieurs passionnés et professionnels du milieu, en réponse à un besoin croissant de reconnaissance pour ce type de dessin, souvent à la frontière entre l'art et le journalisme.

## Expositions
La Maison du Dessin de Presse est l'unique lieu en Suisse mettant en valeur le dessin d'actualité, satirique et humoristique à travers plusieurs expositions et événements par année. Espaces d'exposition temporaires, la Maison du Dessin de Presse offre au public de découvrir ou redécouvrir les oeuvres des dessinateurs et des dessinatrices par des monographies, des rétrospectives et des thématiques,

## Événements et collaborations
La Maison du Dessin de Presse reste une plate-forme essentielle de sensibilisation à la liberté d’expression et de la presse. Dans cette optique, elle collabore avec Cartooning for Peace, le Salon de la caricature et de l’humour de St-Just-le-Martel, BD-fil, Delémont'BD.
La maison du dessin de Presse fait partie de l’association des Musées Morgiens.